# Deadblow
Deadblow este un robot de lupte construit și controlat de Grant Imahara. El a participat în competiția BattleBots la categoria mijlocie folosind ca armă un ciocan pneumatic. Deadblow a câștigat 2 rumbles și s-a clasat pe locul 2 în clasamentul categoriei mijlocii, după Hazard.  Ocazional, Grant se folosește de el pentru a testa unele mituri la MythBusters.  

## Adrese externe
- Sit-ul oficial